# Fumone
Fumone est une commune italienne de la province de Frosinone dans la région Latium en Italie.

## Géographie
Sur le territoire de la commune de Fumone se situe en partie le lac de Canterno.

## Personnalité
C'est au château de Fumone que Célestin V, pape démissionnaire, fut retenu prisonnier par son successeur Boniface VIII. Il y mourut le 19 mai 1296, à l'âge de 86 ans. Lors de sa visite à Fumone (le 11 septembre 1966) le pape Paul VI rendit un vibrant hommage à saint Célestin V. 

## Administration
| Période                                  | Période | Identité | Étiquette | Qualité |
| ---------------------------------------- | ------- | -------- | --------- | ------- |
|                                          |         |          |           |         |
| Les données manquantes sont à compléter. |         |          |           |         |

### Communes limitrophes
Alatri, Anagni, Ferentino, Trivigliano